# فابلوس
جون دافيد جاكسون (بالإنجليزية: John David Jackson) يعرف أكثر بإسمه المستعار فابلوس (بالإنجليزية: fabolous) مغني راب وهيب هوب ومنتج أمريكي من بروكلين، نيويورك (بالإنجليزية: Brookline, new York) من مواليد 18 نوفمبر 1977 .يعود تعلقه بالموسيقى إلى فترة الثانوية. وقع أول عقد له مع «إيلكترا للتسجيلات» (بالإنجليزية: Elektra records).أول أصدار موسيقي له حمل اسم (بالإنجليزية: Ghetto fabolous) سنة 2001 أعقبها بكل من (بالإنجليزية: can't Deny it) و(بالإنجليزية: young'n) قاده كل هذا لصناعة إسمه في عالم الموسيقى.

## ديسكوغرافيا

### الألبومات
- (Ghetto Fabolous (2001
- (Street Dreams (2003
- (Real Talk (2004
- (From Nothin' to Somethin' (2007
- (Loso's Way (2009
- (The Young OG Project (2014[9]

### أبرز الأغاني التعاونية
- (2014) Pretty Gang بالتعاون مع ريد كافي لألبوم ShakeDown
- (2015) Know You Better بالتعاون مع أوماريون
- (2016) فلاي بالتعاون مع جيسيكا لألبوم مع الحب، جي.
- (2017) I'm On 3.0 بالتعاون مع العديد من الرابرز أبرزهم سنوب دوغ وريك روس

## روابط خارجية
- فابلوس على موقع IMDb (الإنجليزية)
- فابلوس على موقع ألو سيني (الفرنسية)
- فابلوس على موقع ميوزك برينز (الإنجليزية)
- فابلوس على موقع أول موفي (الإنجليزية)
- فابلوس على موقع إن إن دي بي (الإنجليزية)
- فابلوس على موقع أول ميوزيك (الإنجليزية)
- فابلوس على موقع أول ميوزيك (الإنجليزية)
- فابلوس على موقع أول ميوزيك (الإنجليزية)
- فابلوس على موقع ديسكوغز (الإنجليزية)
- فابلوس على موقع ديسكوغز (الإنجليزية)